# Oliver Wendell Holmes Jr.

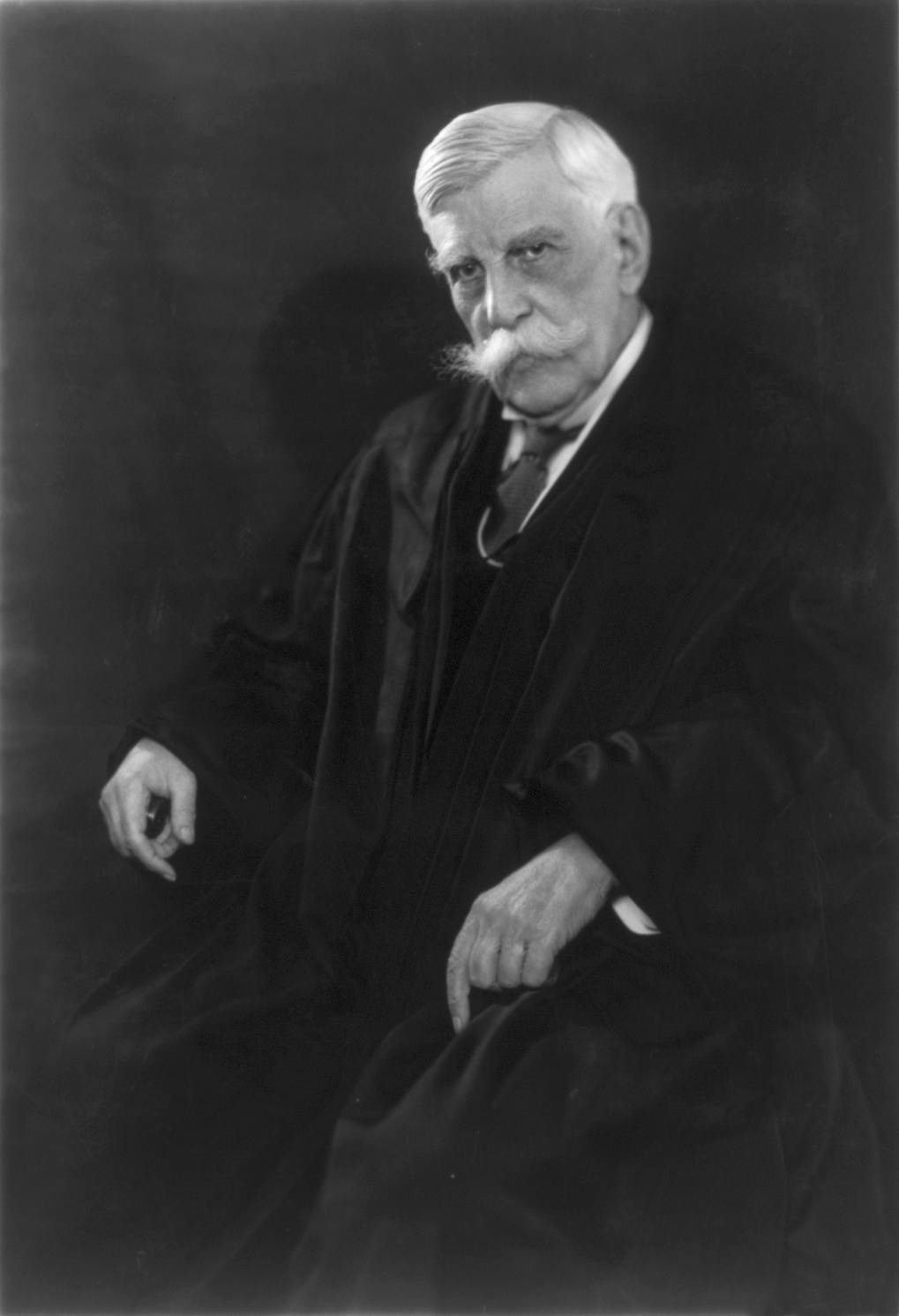
Oliver Wendell Holmes Jr.

Oliver Wendell Holmes Jr. (ur. 8 marca 1841 w Bostonie, zm. 6 marca 1935 w Waszyngtonie) – amerykański prawnik. Syn Olivera Wendella Holmesa Sr., amerykańskiego pisarza i poety.
Od 1867 adwokat w Bostonie. W latach (1882–1899) sędzia sądu najwyższego w stanie Massachusetts. W latach (1902–1933) sędzia Sądu Najwyższego USA. Reprezentował postawę liberalną, łącząc dążenie do ochrony zagwarantowanych konstytucyjnie praw jednostki ze zwalczaniem nadmiernego formalizmu prawnego. Poglądy jego wpłynęły na rozwój realizmu prawniczego w Stanach Zjednoczonych. Prace jego wydano w Collected Legal Papers (1920).